# Phoenix (альбом Pedro the Lion)
Phoenix — пятый студийный альбом американской инди-рок группы Pedro the Lion. Он был выпущен 18 января 2019 года на лейбле Polyvinyl Record Co.. Это первый альбом группы за пятнадцать лет, последний альбом Achilles Heel был выпущен в 2004 году.
Альбом получил положительные отзывы критиков.

## Отзывы
| Совокупная оценка | Совокупная оценка |
| Источник          | Оценка            |
| ----------------- | ----------------- |
| AnyDecentMusic?   | 7.6/10            |
| Metacritic        | 79/100            |
| Оценки критиков   |                   |
| Источник          | Оценка            |
| The 405           | 7.5/10            |
| AllMusic          | [ 1 ]             |
| Drowned in Sound  | 8/10              |
| Paste             | 8/10              |
| Pitchfork         | 7.6/10            |
| PopMatters        | 8/10              |
| Sputnikmusic      | [ 9 ]             |

Альбом получил положительные отзывы критиков.
Тимоти Монгер из AllMusic написал, что Pedro the Lion выпустили «глубокомысленный, но приятный мускулистый полноформатный альбом. Большая часть 13-песенного сета представлена в виде правильно скомпонованного пауэр-трио, и этот минимализм напоминает о ранних днях группы, хотя и с более мощным звучанием благодаря продюсеру Энди Парку. Как автор песен и вокалист, Дэвид Базан находится в отличной форме, обращаясь к своему прошлому, чтобы попытаться понять своё нынешнее состояние в таких ярких песнях, как ностальгическая „Yellow Bike“ и „Model Homes“, его надтреснутый, но мощный вокал передаёт с трудом обретённую мудрость, которой так не хватало его молодому эмо-самцу. Более мудрый и все ещё страстный, Phoenix является достойным продолжением наследия Pedro the Lion с достаточным количеством духа, чтобы выделить его из сольных работ 2010-х годов».

## Список композиций
| №   | Название             | Длительность |
| --- | -------------------- | ------------ |
| 1.  | «Sunrise»            | 1:01         |
| 2.  | «Yellow Bike»        | 3:53         |
| 3.  | «Clean Up»           | 2:49         |
| 4.  | «Powerful Taboo»     | 3:29         |
| 5.  | «Model Homes»        | 3:21         |
| 6.  | «Piano Bench»        | 1:38         |
| 7.  | «Circle K»           | 3:36         |
| 8.  | «Quietest Friend»    | 4:23         |
| 9.  | «Tracing the Grid»   | 3:16         |
| 10. | «Black Canyon»       | 5:23         |
| 11. | «My Phoenix»         | 3:24         |
| 12. | «All Seeing Eye»     | 2:42         |
| 13. | «Leaving the Valley» | 6:09         |

## Чарты

### Еженедельные чарты
| Чарт (2019)                            | Высшая позиция |
| -------------------------------------- | -------------- |
| США (Billboard Top Heatseekers Albums) | 1              |
| США (Billboard Independent Albums)     | 10             |